# Back to School
Back to School (Brasil: De volta às aulas / Portugal: Regresso à escola) é um filme de comédia estadunidense de 1986, estrelado por Rodney Dangerfield, Keith Gordon, Sally Kellerman, Burt Young, William Zabka, Sam Kinison, e Robert Downey, Jr..
O enredo está centrado em um pai rico, mas ignorante (Dangerfield), que vai para a faculdade para se mostrar solidário com o filho desanimado (Gordon), mas descobre que não pode comprar nem educação nem felicidade.
Teve direção de Alan Metter, produção de Chuck Russell e enredo por Steven Kampmann, William Porter, Peter Torokvei e Harold Ramis.